# Јоца Савић
Јоца Савић (Нови Бечеј, 10. мај 1847 — Минхен, 7. мај 1915) био је немачки глумац, редитељ, позоришни педагог и публициста српског порекла.

## Биографија

### Породица
Отац Василије био је житарски трговац а мајка Марија, Аустријанка, домаћица.

### Образовање
У Новом Бечеју завршио је три разреда основне школе. С непуних десет година с родитељима прелази у Беч, где наставља школовање. Након завршене гимназије Савић се одлучио за глуму, противно жељи оца који је желео да му син настави студије и постане архитекта.

### Глумачки почеци
Као гимназијалац Јоца је на школској приредби глумио Карла Мора, у Шилеровим Разбојницима. Тој приредби присуствовао је и управник царског позоришта у Бечу Хајнрих Лаубе, који је запазио игру Јоце Савића. Препоручио му је да се посвети глуми, обећавши да ће му помоћи да стигне и до Бургтеатра. Други извори тврде да није у питању био Лаубе, већ Адолф Зонентал, познати аустријски глумац тог времена. Зонентал је свакако Савићу касније давао приватне часове глуме, захваљујући интервенцији Србина Петра Чокића, богатог бечког банкара који је био иначе пријатељ Зонентала.

### Први позоришни ангажмани
Након краћих ангажмана у Базелу, Сент Галену (1865) и Аугзбургу (1866) Савић је 1867. прешао у Дворско позориште у Вајмару. Врло брзо је постао омиљен код публике, а стекао је и велику наклоност двора Саксен-Вајмар-Ајзенаха. Јоца је, међутим, желео да пређе у Беч, где је имао пуно пријатеља и родбине.

### Бургтеатар
Убрзо му се жеља испунила, и добио је позив од Бургтеатра у Бечу. У овом позоришту углавном је тумачио улоге љубавника и хероја. Добро је прихваћен и од позоришне публике и критике. Услед све веће популарности Јоца је постао конкуренција познатијим именима бечког театра. Због тога је постао непожељан и редитељи су престали да му дају улоге.

### Поново у Вајмару
Из овог разлога враћа се у Вајмар, одакле је добио позив за глумца за улоге првог љубавника, и то с већом платом него што је раније имао. У Вајмару је Савић провео око петнаест година, све до 1884. године. Ту се и оженио, глумицом Лујзом Шари, Немицом. Првих четири-пет година био је љубимац Великог Војводе Карла Александера и публике као одличан глумац, а после тога и као редитељ (од 1875).

### Манхајм и Минхен
Године 1884. прелази у Дворско и национално позориште у Манхајму, где је био главни редитељ и уметнички директор. Овај потез означио је и његово коначно повлачење са сцене као глумца. У Манхајму се задржава само годину дана, и потом одлази у Минхен за редитеља Краљевског дворског и националног позоришта.
Минхенско позориште је тада, после бечког, важило за најбоље немачко позориште. У њему остаје скоро тридесет година. Од 1896. године обављао је функцију главног редитеља и заступника драматурга. У Минхену је 1899. године основао Шекспирову позорницу. За двадесет једну годину редитељског рада режирао је 311 представа, односно 335 различитих комада и сматран је једним од најбољих европских редитеља.

### Позоришни публициста и педагог
Савићев рад као театролога, писца и теоретичара је врло значајан. Састоји се из две обимне књиге, низа студија, превода, чланака и предавања. Преводио је с француског и енглеског на немачки. Чак је кориговао Шилерове преводе Шекспира.
Као позоришни педагог залагао се за стварање целовитог система за школовање глумаца. Допринео је и усвајању закона о глумачким пензијама.
Радио је и са српским глумцима, попут Добрице Милутиновића и Витомира Богића, који су долазили код Јоце на усавршавање глумачке вештине.
Неостварена жеља Јоце Савића, док је био глумац, била је да наступи на београдској сцени, а касније као редитељ, да режира комад у Београду.

## Почасти
Био је почасни члан Академије Френтано у Ларину. Септембра 1903. године српска влада одликовала га је Орденом Светог Саве III реда. Априла 1904. године је, на предлог управе Народног позоришта, постављен за почасног редитеља Народног позоришта у Београду.

### Одликовања
- Баварска Лудвигова медаља за допринос науци и уметности (1890)
- Пруски Краљевски орден круне IV степена (1896)
- Баварски Орден Светог Михајла за заслуге IV степена[4]